# Aston Martin Vulcan

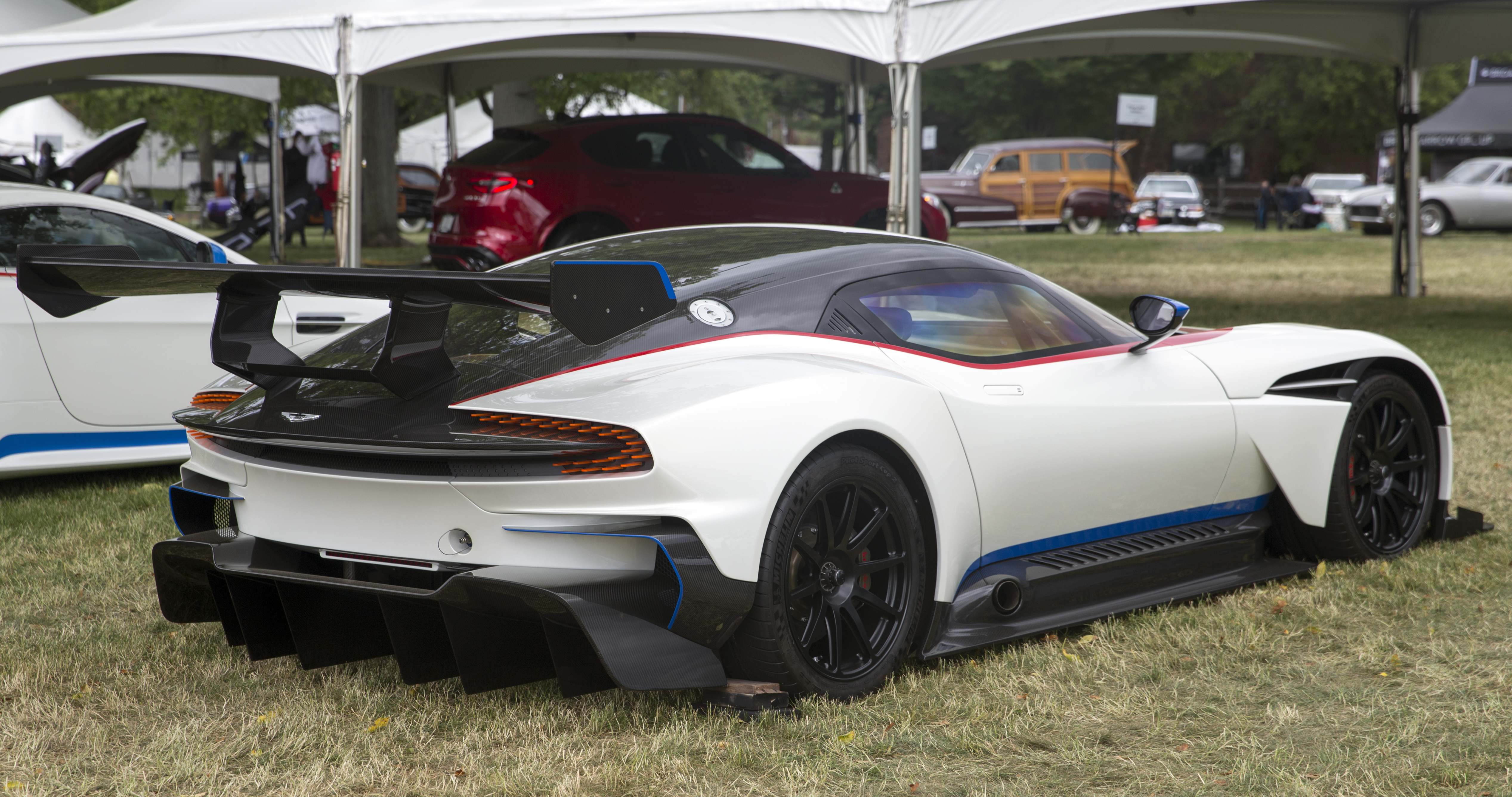
Heckansicht

Der Aston Martin Vulcan ist ein auf 24 Exemplare limitierter Rennwagen des britischen Automobilherstellers Aston Martin. Er wurde 2015 auf dem Genfer Auto-Salon vorgestellt.

## Geschichte
Der Vulcan wurde von Aston Martins Designer Marek Reichmann, unter anderem nach der Vorlage des DB9, entworfen. Er wird von einem 7,0-l-V12-Saugmotor mit 611 kW (831 PS) angetrieben. Das Chassis ist eine Anfertigung des kanadischen Unternehmens Multimatic. Laut Hersteller verfügt der Vulcan über alle von der FIA für den Renneinsatz geforderten Sicherheitsmerkmale, verfügt jedoch ab Werk über keine Straßenzulassung. Auf Wunsch kann er von Ray Mallock Ltd. so umgebaut werden, dass es diese erhält.

## Fahrzeugcharakteristika
Das Chassis des Vulcan, ein Monocoque, besteht aus kohlenstofffaserverstärktem Kunststoff. Auch andere Teile sind mit Kohlenstofffasern verstärkt: die Carbon-Keramik-Bremsscheiben von Brembo, Teile des 70 kg schweren sequentiellen Sechsganggetriebes und des Sieben-Liter-V12-Motors. Das Leergewicht des Wagens liegt bei 1350 kg. Der Vulcan wurde als reines Trackday-Auto für eine von Aston Martin selbst veranstaltete Rennserie konzipiert. Alle 24 Besitzer erhielten zudem ein kostenloses Fahrertraining.

## Technische Daten
|                       | Aston Martin Vulcan           |
| --------------------- | ----------------------------- |
| Zylinder/Motorbauart  | Zwölfzylinder-V-Motor         |
| Hubraum               | 6993 cm³                      |
| Leistung              | 611 kW (831 PS)               |
| Drehmoment            | 780 Nm                        |
| Antrieb               | Hinterrad                     |
| Getriebe              | Sequenzielles 6-Gang-Getriebe |
| 0–100 km/h            | 2,8 s                         |
| Höchstgeschwindigkeit | 328 km/h                      |
| Leergewicht           | 1350 kg                       |

## Trivia
Der Aston Martin Vulcan war vorübergehend mit einer Rundenzeit von 1:15,5 Minuten das schnellste Auto auf der „Eboladrome“ genannten Teststrecke des britischen Fernsehmagazin The Grand Tour. In der ersten Folge der 3. Staffel (Veröffentlichung 18. Januar 2019) wurde er vom straßenzugelassenen McLaren Senna mit einer Rundenzeit von 1:12,9 abgelöst.